# Сусідко Петро Іванович
Сусідко Петро Іванович (12 травня 1924 — 11 грудня 1998) — вчений-ентомолог. Доктор біологічних наук (1971). Академік ВАСГНІЛ (1978), академік РАСГН. У 1972—1979 рр. — директор Всесоюзного науково-дослідного інституту кукурудзи, у 1979—1982 роках — головний секретар Президії ВАСГНІЛ. Кавалер трьох орденів Трудового Червоного Прапора.

## Біографія
Народився у с. Старий Орлик Кобеляцького району.
Закінчивши десятирічку з золотою медаллю, вступив до Дніпропетровського сільськогосподарського інституту. Закінчувати його довелося вже після війни (1950).
Після закінчення інституту аспірант (1950—1953), старший науковий співробітник (1953—1956) Українського НДІ зернового господарства.
Старший науковий співробітник (1956—1964), завідувач лабораторією ентомології (1964—1979), директор (1972—1979) НДІ кукурудзи. Головний вчений секретар (1979—1982) Президії ВАСГНІЛ, професор (1982—1998), завідувач кафедрою захисту рослин (1983—1990) Всесоюзного СГІ заочної освіти.
Основні наукові роботи присвячені проблемі захисту рослин від шкідників. Вивчав наземних шкідників і тих, що живуть у ґрунті, запропонував ефективні способи боротьби з ними. Вперше в країні здійснив широке біоцентричне і екологічне вивчення шкідливої ентоморфауни озимої пшениці в умовах зрошення, дослідив динаміку чисельності основних шкідників цієї культури, дав теоретичне обґрунтування їх масового розвитку. Впровадив у виробництво комплексну систему захисту кукурудзи від шкідників. Дуже любив рідне село, щороку відвідував його, працював у саду, городі, рибалив.